# Едвардо Гереро
Буенос Ајрес
Едвардо Гереро (шп. Eduardo Guerrero, Салто, Провинција Буенос Ајрес, 4. март 1928) био је аргентински веслачки репрезентативац у дубл скулу. 
Био је учесник Олимпијских игара 1952. у Хелсинкију. Веслао је у пару са десет година старијим Транкилом Капозом. Постигли су велики успех освојивши златну медаљу.
Транкило Капозо и Едвардо Гереро су пуне 52 године, све до Олимпијских игара 2004. били последњи аргентински олимпијци који су освојили златну олимпијски медаљу. У Атини 2004. то су урадили фудбалери и кошаркаши Аргентине. 